# CELSR1
Kadherinski EGF LAG sedmoprolazni G-tip receptor 1 (flamingo homolog 2 ili član 9 kadherinske familije) je protein koji je kod ljudi kodiran CELSR1 genom.

## Funkcija
Protein kodiran ovim genom je član flamingo potfamilije, koja je deo kadherinske superfamilije. Flamingo potfamilija se sastoji od neklasičnog tipa kadherina. Ta grupa ne formira interakcije sa kateninima. Flamingo kadherini su locirani u ćelijskoj membrani i imaju devet kadherinskih domena, sedam epidermalnom faktoru rasta sličnih ponavljanja i dva laminin A G-tip ponavljanja u njihovom ektodomenu. Oni takođe imaju sedam transmembranskih domena, koji su karakteristični za ovu potfamiliju. Smatra se da su ovi proteini receptori koji učestvuju u kontaktom posredovanoj komunikaciji. Kadherinski domeni deluju kao homofilni vezujući regioni i EGF-slični domeni koji učestvuju u ćelijskoj adheziji i receptor-ligand interakcijama. CELSR1 je razvojno regulisan, neuralno-specifični gen koji ima nepoznatu ulogu u ranoj embriogenezi.

## Literatura
- Nollet F, Kools P, van Roy F (2000). „Phylogenetic analysis of the cadherin superfamily allows identification of six major subfamilies besides several solitary members”. J. Mol. Biol. 299 (3): 551—72. PMID 10835267. doi:10.1006/jmbi.2000.3777.
- Wu Q, Maniatis T (1999). „A striking organization of a large family of human neural cadherin-like cell adhesion genes”. Cell. 97 (6): 779—90. PMID 10380929. doi:10.1016/S0092-8674(00)80789-8.
- Dunham, I.; Shimizu, N.; Roe, B. A.;  . (1999). „The DNA sequence of human chromosome 22”. Nature. 402 (6761): 489—95. PMID 10591208. doi:10.1038/990031.
- Wu Q, Maniatis T (2000). „Large exons encoding multiple ectodomains are a characteristic feature of protocadherin genes”. Proc. Natl. Acad. Sci. U.S.A. 97 (7): 3124—9. PMC 16203 . PMID 10716726. doi:10.1073/pnas.060027397.
- Ghosh A (2000). „Dentritic growth: don't go says flamingo”. Neuron. 28 (1): 3—4. PMID 11086974. doi:10.1016/S0896-6273(00)00076-3.
- Gross, J.; Grimm, O.; Ortega, G.;  . (2002). „Mutational analysis of the neuronal cadherin gene CELSR1 and exclusion as a candidate for catatonic schizophrenia in a large family”. Psychiatr. Genet. 11 (4): 197—200. PMID 11807409. doi:10.1097/00041444-200112000-00003.
- Strausberg, R. L.; Feingold, E. A.; Grouse, L. H.;  . (2003). „Generation and initial analysis of more than 15,000 full-length human and mouse cDNA sequences”. Proc. Natl. Acad. Sci. U.S.A. 99 (26): 16899—903. PMC 139241 . PMID 12477932. doi:10.1073/pnas.242603899.
- Georgieva, L.; Nikolov, I.; Poriazova, N.;  . (2004). „Genetic variation in the seven-pass transmembrane cadherin CELSR1: lack of association with schizophrenia”. Psychiatr. Genet. 13 (2): 103—6. PMID 12782967. doi:10.1097/01.ypg.0000057486.14812.03.
- Gerhard, D. S.; Wagner, L.; Feingold, E. A.;  . (2004). „The status, quality, and expansion of the NIH full-length cDNA project: the Mammalian Gene Collection (MGC)”. Genome Res. 14 (10B): 2121—7. PMC 528928 . PMID 15489334. doi:10.1101/gr.2596504.
- Carroll, J. S.; Liu, X. S.; Brodsky, A. S.;  . (2005). „Chromosome-wide mapping of estrogen receptor binding reveals long-range regulation requiring the forkhead protein FoxA1”. Cell. 122 (1): 33—43. PMID 16009131. doi:10.1016/j.cell.2005.05.008.